# Cystoisospora
Cystoisospora es un género de protistas parásitos alveolados pertenecientes al infrafilo Apicomplexa.

## Taxonomía
Este género era originalmente creado por J. K. Frenkel en 1977. Su uso fue interrumpido pero fue recuperado en 2005. Este género actualmente incluye especies que tienen ooquistes conteniendo dos esporoquistes con cuatro esporozoítos en cada uno y sin cuerpos de Stieda. Estas especies infectan los enterocitos de mamíferos y son transmitidos por la ruta fecal oral.
Análisis de ADN ha mostrado que este género pertenece a la familia Sarcocystidae.
La especie tipo de este género es Cystoisospora felis.

## Ciclo de vida
Este parásito ha sido aislado de perros, gatos y mapaches. C. belli ha sido aislado de humanos inmunosuprimidos — particularmente aquellos con infección por VIH.
Estos parásitos normalmente infectan los enterocitos del intestino delgado y se dispersan por vía fecal oral. Los anfitriones definitivos son gatos pero otras especies incluyendo varias especie de roedores pueden ser infectadas. No ocurre mayor desarrollo en esos huéspedes paraténicos y los parásitos se mantienen inactivos hasta ser ingeridos por un hospedero definitivo.

## Epidemiología
Este género ha sido encontrado en todo el mundo. C. felis y C. rivolta aparece en hasta 40% de gatos en algunos países tropicales.

## Clínico
Las señales clínicas incluyen diarrea acuosa, vómitos, fiebre y pérdida de peso. El diagnóstico se hace por examen microscópico de las heces. Distinguir entre la especie de Cystoisospora es más fácilmente hecho con PCR. Este método también puede ser usado para hacer el diagnóstico.
El tratamiento está basado en la combinación de sulfonamida-trimetoprima con clindamicina o toltrazuril para cepas resistentes.

## Prevención
La higiene es una premisa importante para la prevención. Una buena higiene de bandeja de gato es crítica en hogares con múltiples felinos. Los utensilios, jaulas y otros implementos deben ser lavados al vapor o en agua hirviendo. Debido a la importancia de anfitriones paraténicos como cucarachas, el control de insecto es crítico.